# フィアット レベリM1914重機関銃
フィアット レベリM1914（Fiat-Revelli Mod. 1914）は、1914年にイタリア陸軍で採用された重機関銃である。

## 開発
イタリアの銃器設計者アビエル・ベテル・レベッリ・ディ・ボーモンが、機関銃に関する最初の特許を取得したのは1908年のことだった。
これより先に開発されていた同クラスの機関銃としては、ペリーノ機関銃が知られている。これは特徴的な保弾板を用いて装填を行う機関銃で、1901年に最初の設計案が提出されて以来、イタリア陸軍では未完成ながらも将来性のある設計と見なされ、機密指定の上で改良が進められていた。イタリア陸軍はペリーノ機関銃が採用されるまでの繋ぎとしてマキシム機関銃を採用し、1908年にはこのマキシムとの比較を経てM1908、さらに1910年にはM1910といった改良型が設計された。しかし、機密保持のために公の場でのトライアルや試験が行えなかったこともあり、開発は難航していた。
この時点では直ちに戦争が起こるという見通しもなかったため、新たな機関銃はレベリの手でいくつかの試作品が作られたのみだった。その後、レベリはフィアット社に依頼していくつかのデモ用モデルを製造した。1911年にはアメリカ陸軍の審査を受けた記録があり、1913年にはイタリア陸軍が試験の後に「軍での運用に耐えうる」との報告を行っている。試験時には100連発弾倉が使われたが、重量バランスが悪くなるとして、元の50連発弾倉を用いるべきとされた。

## 設計

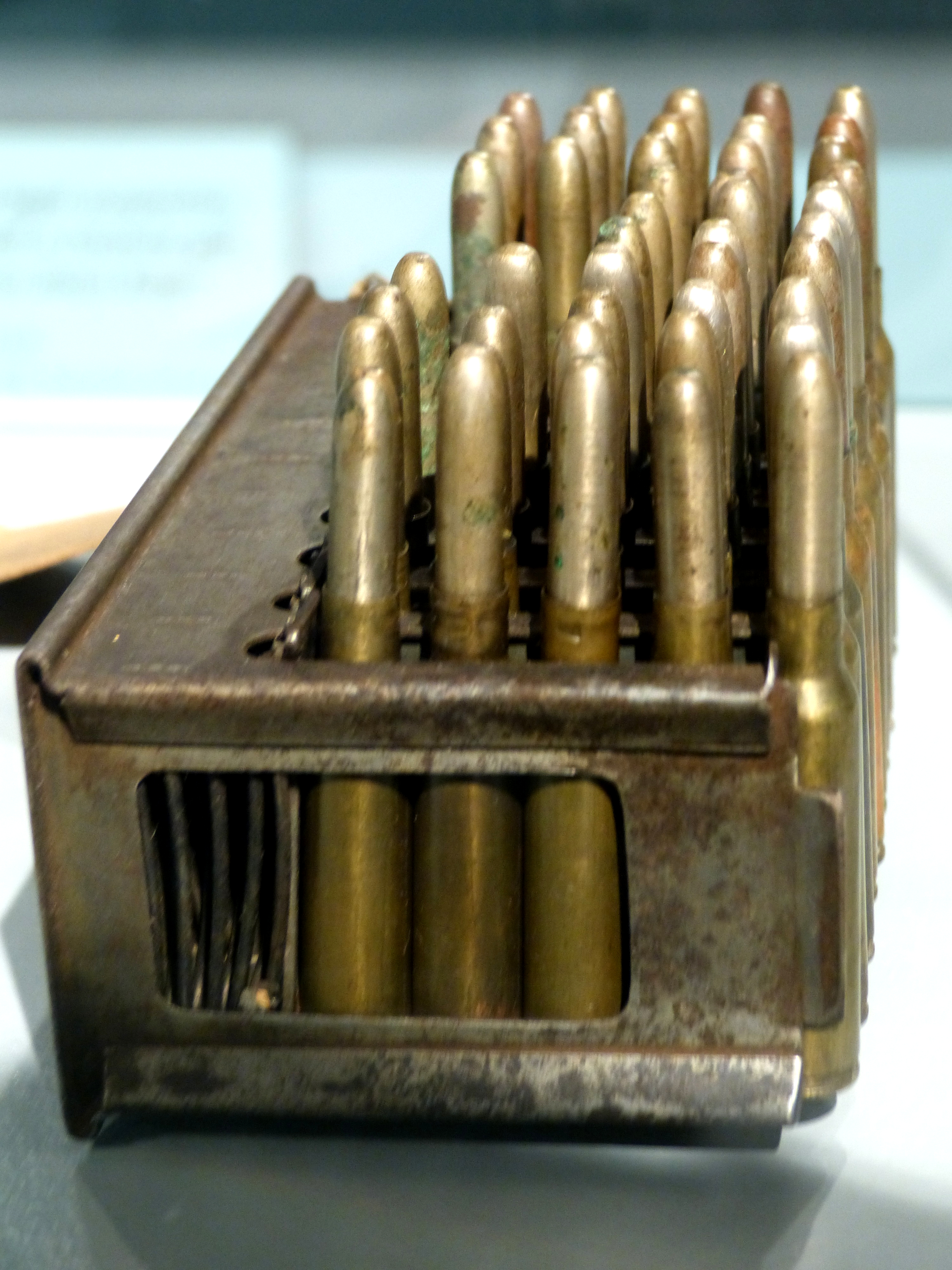
小銃弾を装填した弾倉

一見したところマキシム機関銃やヴィッカース機関銃によく似ているが、レベリM1914はそれらの機関銃とは全く別の機構で作られている。作動方式には銃身後退を伴う遅延式のブローバック機構を使用した。大きな特徴として、同クラスの機関銃で一般的なベルト給弾ではなく、弾倉給弾が採用されている点があげられる。弾倉は10列に区切られ、1列あたり5発の小銃弾を格納する仕組みで、合計50発が装填可能だった。銃の右側面から挿入された弾倉は5発射撃するごとに右へ1列分移動し、そのまま連続して射撃が行われる。薬莢は防塵カバーを押し開ける形で上方向へ、空になった弾倉は右側へと排出される。また、必要に応じて、残弾のある状態で弾倉を取り外すことも可能だった。対空銃座などでは100連発弾倉も用いられた。コンパクトで装填もしやすかったが、一方で欠点も多かった。空になった弾倉は変形しやすかったほか、多数あるスプリングやフィードリップの一部でも破損・変形していれば動作不良を招いた。
水冷ジャケットの後部には上部の注水プラグに加え、下部には2つのプラグがあった。1つはジャケット内の蒸気を復水器に送るためのもので、もう1つは手動ポンプを用いて復水器からジャケット内へと水を送るためのものである。
射撃はクローズドボルト式で、まず後端に指掛けを備えたボルトを引き下げてストライカー式のハンマーを後退させ、ボルトを再び前進させて弾薬を薬室に送り込んだ状態で始まる。後退したハンマーはボルト後端に露出するので、射手がハンマーの状態を目視で確認できる。弾薬を発射するたびに、ボルトが機関部後端からグリップ上部のバッファプレートまでの間の5.25インチ程度を露出した状態で前後動作するので、誤って指を入れるなどして射手の負傷につながるおそれがあった。セレクティブファイア機能を備えており、押し金式トリガーの真上にあるセレクターレバーは左からLENTA（単発）、SICURA（安全）、RAPIDA（連発）の3点に切り換えることができた。薬莢の抽出不良を防ぐために機関部に塗油装置が組み込まれていたと言われることもあるが、元々のM1914にこうした機能は備わっていない。塗油装置は1930年代に開発された改良型で最初に採用され、後に溝付きの薬室が組み込まれたことで廃止されている。また、1935年には空冷化された改良モデル（M1935）が設計されている。

## 運用

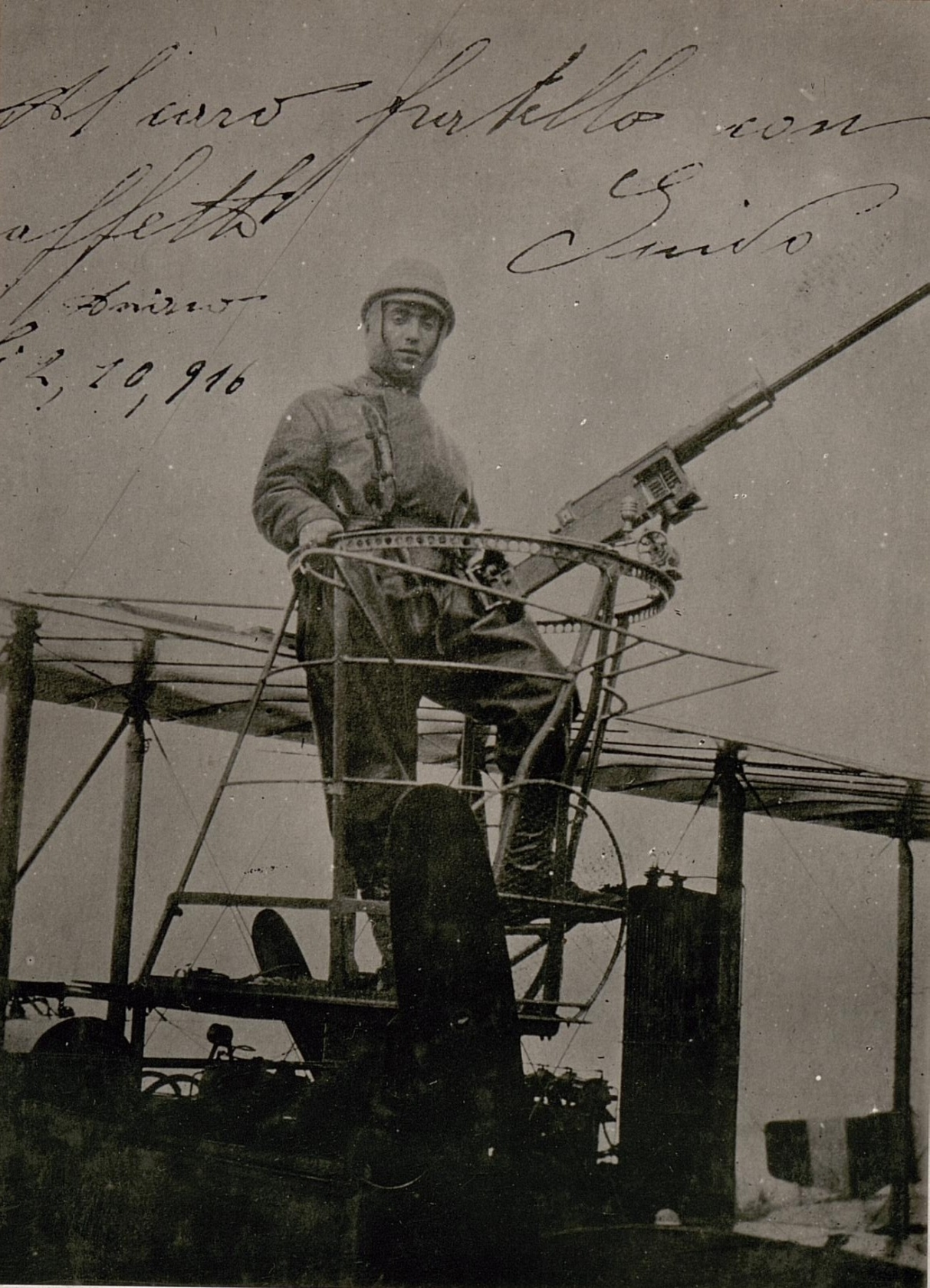
Ca.3爆撃機に搭載されたM1914航空機関銃

イタリア軍は様々な外国製機関銃を配備していたが、1914年の第一次世界大戦の勃発を受けて参戦各国が大量調達を進めた結果、イタリアへの供給はほぼ絶たれていた。そこで軍部は優れた試験結果を残しており、またフィアットが必要に応じて国内での生産を拡大しうる体制を備えていることから、レベリの機関銃を制式名称FIAT Revelli Modello 1914として採用し、直ちに量産を行わせた。以後、レベリ機関銃は様々な改良/近代化改修を加えられつつ、第一次世界大戦の休戦を経て、第二次世界大戦における1943年の降伏までのおよそ30年間に渡り、イタリア軍の制式機関銃として第一線で運用されていくことになる。
水冷式のM1914は、C.V.33豆戦車のプロトタイプである、アンサルド試作軽戦車 1930/1931年型の主武装としても用いられた。
航空機関銃としてもM1914は用いられた。水冷ジャケットが取り除かれて空冷式となり、銃身には冷却効率および強度確保を目的としたリブが設けられていた。
空冷式のM1914は、C.V.29豆戦車とC.V.33豆戦車 セリエIの主武装としても用いられた。